# Општина Рача
Општина Рача је једна од општина у Шумадијском округу у средишту Србије. По подацима из 2004. општина заузима површину од 216 km² (од чега на пољопривредну површину отпада 17.191 ha, а на шумску 3.024 ha).
Седиште општине је насеље Рача. Општина Рача се састоји од 19 насеља. Према подацима са последњег пописа 2022. године у општини је живело 9.638 становника (према попису из 2011. било је 11.503 становника). У општини се налази 18 основних и 1 средња школа (средња школа „Ђура Јакшић“ Рача).

## Географија
Територија општине Рача се налази у средишњем делу Србије. Она је смештена у источном пределу Шумадије и захвата углавном сливно подручје Лепенице. У општини је најзначајнија река Рача. Рача је административно средиште општине и највеће место у општини.
Општина Рача се граничи на северу општином Великом Планом и Смедеревском Паланком, на истоку општином Лаповом и општином Баточином, југу Градом Крагујевцом и западу општином Тополом.
Рача је удаљена око 30 km североисточно од Крагујевца и око 115 km јужно од Београда. Кроз општину пролази један магистрални и два регионални пута:
- Магистрални пут М4 Марковац — Рача — Топола,
- Регионални пут Р109 Церовац — Рача — Смедеревска Паланка,
- Регионални пут Р215 Рача — Борци

## Историја
Први помен Раче датира још од 1489. године када се спомиње као посебна нахија поред Лепенице. Године1818. постаје седиште Лепеничке кнежевине и среза. Развија се у значајно насеље на ивици долине истоимене реке по којој је добила име. 1866. године постаје варошица. Као варош се развија и има доста занатлија и трговаца. Године 1840. основано је занатско удружење које је најстарије у Србији. 1844. године основани су еснафи Грнчарско-папучарски и Ковачко — дрводељски.
Упоредо са трговином развијала се и путна мрежа. У записима, о Цариградском друму помиње се Рачански хан. По доласку у Рачу Ђуре Јакшића, писца и сликара као и Радоја Домановића 1868. године оснива се читаоница, 1895. год. основано је певачко друштво „Вишњић“ Године 1920. основана је нижа гимназија и Рача постаје значајан просветни центар. У 18 веку саграђена је у Рачи једно од најстаријих цркава у овом крају од брвана и покривена шиндром. Црква је обновљена 1826 год. а постоји и легенда даје у њој крштен Ђорђе Петровић познатији као Карађорђе, вођа првог српског устанка, који је рођен у суседном селу Вишевцу 1768. год.
Године 1934. саграђен је у Рачи „Карађорђев дом „ у коме је било смештено сиротиште за децу из целе Југославије а као споменик вођи првог српског устанка. После Другог светског рата у периоду обнове у Рачи је изграђен Дом културе. Обновљена су основна и средња школа, основана је и пољопривредна школа. Било је заступљено занатство. Основане су и Задруге и то: Абачизко-кројачко-прерађивачка задруга „Обнова“ и Опанчарска задруга.
Од 1. марта 1949. године. Рача је седиште Лепеничког среза а од 1955. године добија статус општине. Мења се структура привреде и поред занатско услужних и угоститељских предузећа стварају се услови за развој индустрије. Године 1961. формирана су 2 предузећа “Металско“и „Патент-Комерц“. Но и поред развоја Рача није могла да оствари већи напредак што је довело до заостајања а и број упослених се врло споро повећавао. То је довело до сврставања у недовољно развијене општине. На тај начин отворене су могућности за коришћење помоћи из Фонда за подстицај развоја неразвијених и недовољно развијених општина у Србији.

## Насеља
У општини Рача има 19 насеља
| - Адровац - Борци - Бошњане - Велико Крчмаре - Вишевац - Војиновац - Вучић - Доња Рача - Доње Јарушице - Ђурђево | - Мали Мирашевац - Мало Крчмаре - Мирашевац - Поповић - Рача - Сараново - Сепци - Сипић - Трска |

Највећа насеља по броју становника су Рача са 2.603, Сараново са 1.037 и Доња Рача са 907 становника. Најмања насеља су Мали Мирашевац са 97, Војиновац са 110 и Доње Јарушице са 213 становника. Мали Мирашевац је настао издвајањем дела из насеља Мирашевац. Промена је установљена током 2007. године, а званично важи од 1. јануара 2008. године.

## Демографија

### Национални састав становништва општине по попису 2011. године
| Етнички састав према попису из 2011.‍ | Етнички састав према попису из 2011.‍ | Етнички састав према попису из 2011.‍ | Етнички састав према попису из 2011.‍ | Етнички састав према попису из 2011.‍ |
| ------------------------------------ | ------------------------------------ | ------------------------------------ | ------------------------------------ | ------------------------------------ |
|                                      |                                      |                                      |                                      |                                      |
| Срби                                 | Срби                                 |                                      | 11.329                               | 98,49%                               |
| Роми                                 | Роми                                 |                                      | 15                                   | 0,13%                                |
| Југословени                          | Југословени                          |                                      | 9                                    | 0,08%                                |
| Хрвати                               | Хрвати                               |                                      | 9                                    | 0,08%                                |
| Муслимани                            | Муслимани                            |                                      | 8                                    | 0,07%                                |
| Македонци                            | Македонци                            |                                      | 7                                    | 0,06%                                |
| Црногорци                            | Црногорци                            |                                      | 7                                    | 0,06%                                |
| Словенци                             | Словенци                             |                                      | 4                                    | 0,03%                                |
| Бугари                               | Бугари                               |                                      | 3                                    | 0,03%                                |
| Руси                                 | Руси                                 |                                      | 2                                    | 0,02%                                |
| Горанци                              | Горанци                              |                                      | 1                                    | 0,01%                                |
| Остали                               | Остали                               |                                      | 16                                   | 0,14%                                |
| Неизјашњени                          | Неизјашњени                          |                                      | 49                                   | 0,43%                                |
| Непознато                            | Непознато                            |                                      | 38                                   | 0,33%                                |
| Регионална припадност                | Регионална припадност                |                                      | 6                                    | 0,05%                                |
| укупно: 11.503                       |                                      |                                      |                                      |                                      |

### Верски састав становништва општине по попису 2011. године
| Верски састав према попису из 2011.‍ | Верски састав према попису из 2011.‍ | Верски састав према попису из 2011.‍ | Верски састав према попису из 2011.‍ | Верски састав према попису из 2011.‍ |
| ----------------------------------- | ----------------------------------- | ----------------------------------- | ----------------------------------- | ----------------------------------- |
|                                     |                                     |                                     |                                     |                                     |
| Православци                         | Православци                         |                                     | 11.263                              | 97,91%                              |
| Атеисти                             | Атеисти                             |                                     | 22                                  | 0,19%                               |
| Католици                            | Католици                            |                                     | 16                                  | 0,14%                               |
| Муслимани                           | Муслимани                           |                                     | 6                                   | 0,05%                               |
| остали                              | остали                              |                                     | 2                                   | 0,02%                               |
| неизјашњени                         | неизјашњени                         |                                     | 97                                  | 0,84%                               |
| непознато                           | непознато                           |                                     | 45                                  | 0,39%                               |

## Знаменитости
Цела територија града обилује културним и историјским знаменитостима. Карађорђев дом у Рачи саграђен је 1932. године и представља непокретно културно добро као споменик културе. Грађен је по узору на средњовековне монументалне дворце и представља објекат са пет зупчастих кула, на угловима и на средини главне фасаде. Био је један од лепших објеката у тадашњој Краљевини Југославији. У изградњи зграде која је првобитно била намењена смештају сирочади некадашње Дунавске бановине, учествовала је и краљица Марија Карађорђевић.
Црква брвнара у Рачи је саграђена 1826. године. Њену једноставну архитектуру одликује висок кров покривен шиндром са широком стрехом благог нагиба. Архитектонски украс се налази код северних и западних врата и ивице надстрешнице. Посебно је декорисан главни, западни улаз у цркву, издељен на четвртаста поља са резбареним розетама, уз употребу боје. Унутрашњост је скромно осветљена прорезима у брвнима са дрвеним решеткама. Они се налазе близу ниског иконостаса који је у доњем делу био осликан биљним мотивом. Преграда која је обележавала простор припрате накнадно је укинута и сада пространи наос покривен је полуобличастим сводом. Као историјски споменик културе под заштитом је државе.
Капела брвнара у Сепцима је саграђена 1830. године и посвећена је Светој Преподобномученици Параскеви. Црква је служила за венчања, крштења и сечење славских колача. Зна се да је последње венчање обављено 1895. године. Поред саме цркве постоји необично леп храст (запис) који је посадио Лазар Милановић, 1892. године. Распон грана износи читавих 36 метара, а обим стабла је четири метра. Служи за пример какве су биле некадашње храстове шуме које су покривале већи део Шумадије.
У Вишевцу је рођен вођа Првог српског устанка Карађорђе Петровић. У Вишевцу се налази и етно-комплекс из доба Карађорђевог живота.

## Спорт
Фудбал као спортска грана је најзаступљенији. У општини тренутно постоји четрнаест активних фудбалских клубова која се такмиче у неком од такмичења у Србији. Омладинац из Доње Раче се такмичи у Зони Дунав, четвртом такмичарском нивоу српског фудбала. Једну лигу ниже налази се Карађорђе из Раче и Победа из Сепца. У Међуопштинској лига Рача-Кнић-Баточина, шестом такмичарском нивоу српског фудбала учествују Црвена звезда из Мирашевца, Карађорђе из Вучића и Младост из Саранова У последњем степену такмичења у Општинској лиги Рача у којој се такмиче клубови из Раче и Баточине налазе се фудбалски клубови: Победа из Ђурђева, Ударник из Трске, Напредак из Малог Крчмара, Младост из Бошњана, Шумадија из Сипића, Карађорђе 2013 из Вишевца, Ветеран из Поповића и Феникс из Раче.
Кошаркашки клуб Зекас 75 је основан 1975. године. Они су за две године прешли два ранга и тренутно се такмичи у Првој српској лиги група Запад, трећем степену такмичења у кошарци.

## Познате личности
- Карађорђе Петровић, (Вишевац, 3/16. новембар 1762 — Радовањски луг, 14/26. јул 1817) Вођа у првом српском устанку, врховни Вожд Србије и родоначелник династије Карађорђевића
- Павле Цукић, српски војвода
- Славица Ђукић Дејановић, (Рача, 4. јула 1951 — ) српска политичарка, народни посланик, бивша министарка здравља у Влади Србије, бивша председница Народне скупштине Републике Србије, а у тој функцији и једно време вршилац дужности председника Републике Србије
- Антоније Исаковић, (Рача Крагујевачка, 6. новембар 1923 — Београд, 13. јануар 2002) српски књижевник и потпредседник Српске академије наука и уметности од 1980. до 1992. године.
- Панта Срећковић, (Велико Крчмаре, 15. новембар 1834 — Београд, 21. јул 1903), српски историчар и академик.
- Војислав Ђурић, (Мало Крчмаре, 17. јануар 1912 — Београд, 27. јул 2006) је био српски историчар књижевности, академик и универзитетски професор.
- Живојин Андрејић, (Рача, 1950 —) српски историчар уметности.
- Петар Ивановић Перица, (Сараново, код Раче, 16. јун 1924 — Бапска, код Шида, 30. јануар 1945) учесник народноослободилачке борбе и народни херој
- Љубица Ивошевић-Димитров, (Сараново, 1884 — 1933) прва српска пролетерска песникиња
- Милоје Павловић, (Г. Јарушице, код Раче, 28. новембар 1887 — Шумарице, код Крагујевца, 21. октобар 1941), директор Женске учитељске школе у Крагујевцу и народни херој Југославије
- Миленко Хаџић, (Мало Крчмаре, код Крагујевца, 12. децембар 1902 — околина Сврљига, 12. децембар 1941), лекар, учесник Народноослободилачке борбе и народни херој Југославије
- Бора Дугић, (Ђурђево, 10. јун, 1949 —), српски музичар
- Малиша Станојевић, (Рача, 2. октобар 1949 —), књижевни историчар и књижевник
- Дејан Обрадовић, (Рача, 23. октобар 1971 — 6. фебруар 2010), српски историчар и кустос народног музеја у Крагујевцу